# Элк (приток Ямпы)
Элк (англ. Elk River) — река в Колорадо (США), правый приток Ямпы (бассейн Грин-Ривера), протекает по территории округа Раутт на севере штата . Длина составляет около 55 км.
Образуется при слиянии рек Норт-Форк-Элк и Мидл-Форк-Элк. Восточнее Милнера впадает в верхнее течение Ямпы на высоте 1993 м над уровнем моря.